# 斯瓦塔尔法
斯瓦塔尔法又被稱為黑精靈，是北歐神話中的神秘生物。关于斯瓦塔尔法的记载主要出自13世纪斯諾里·斯蒂德呂松所著的《散文埃達》。它們所住的地方被稱為斯瓦塔尔法海姆（Svartálfaheimr），在《散文埃達》中出现了两次。 